# Anne Revere
Anne Revere, född 25 juni 1903 i New York i New York i USA, död 18 december 1990 i Locust Valley i New York, var en oscarsbelönad skådespelerska.

## Biografi

### Uppväxt
Revere föddes i New York och var en direkt ättling till smeden och hjälten i den amerikanska revolutionen Paul Revere. Hennes far, Clinton, var aktiemäklare, och hon växte upp i Upper West Side och Westfield, New Jersey. År 1926 tog hon examen vid Wellesley College, och hoppade sedan på The American Laboratory School för att studera skådespeleri med Maria Ouspenskaya och Richard Boleslavsky.

### Karriär
Revere gjorde hennes Broadwaydebut 1931 i The Great Barrington. Tre år senare reste hon till Hollywood för att reprisera sin scenroll i filmadaptionen av Double Door. Hon återvände sedan till Broadway för att skapa rollen som Martha Dobie i den ursprungliga produktion från 1934 av The Children's Hour, och dök på senare år upp på New York-scenen i Som ni behagar, Tre systrar och Toys in the Attic, för vilken hon 1960 vann Tony Award för bästa kvinnliga biroll - Teater.
Revere arbetade sen stadigt som en karaktärsskådespelerska i filmer, förekommer i nästan tre dussin mellan åren 1934 och 1951. Hon ofta var gjuten i rollen som matriark och spelade mor till bland andra Elizabeth Taylor, Jennifer Jones, Gregory Peck, John Garfield och Montgomery Clift. Hon blev nominerad till en Oscar för bästa kvinnliga biroll tre gånger och vann för sin insats i Över alla hinder. Andra nämnbara insatser är i Sången om Bernadette, Tyst överenskommelse, Himmelrikets nycklar, Body and Soul och En plats i solen.
År 1951 avgick Revere från styrelsen för Screen Actors Guild efter att hon vädjade till det femte tillägget till den amerikanska konstitutionen och vägrade att vittna för House Un-American Activities Committee. Hon skulle inte ses igen på film för de kommande tjugo åren. Slutligen återvände hon till skärmen i Tell Me That You Love Me, Junie Moon. Hon började som förekomma i TV 1960, särskilt i såpoperor, som till exempel The Edge of Night, Search for Tomorrow och Ryan's Hope.
Revere och hennes man, teaterregissören Samuel Rosen, flyttade till New York och öppnade en teaterskola, och hon fortsatte att arbeta i summer stock och regionala teaterproduktioner, samt på TV.

### Sjukdom och död
Revere dog av lunginflammation i sitt hem i Locust Valley. Hon blev 87 år gammal.

## Filmografi
| År   | Film                                 | Roll                               | Notering                                     |
| ---- | ------------------------------------ | ---------------------------------- | -------------------------------------------- |
| 1934 | Double Door                          | Caroline Van Brett                 |                                              |
| 1940 | The Howards of Virginia              | Mrs. Betsy Norton                  |                                              |
| 1940 | One Crowded Night                    | Mae Andrews                        |                                              |
| 1941 | En kvinna minns...                   | Miss Nadine Price                  |                                              |
| 1941 | The Flame of New Orleans             | Girauds syster                     |                                              |
| 1941 | Men of Boys Town                     | Mrs. Fenely                        |                                              |
| 1941 | The Devil Commands                   | Mrs. Walters                       |                                              |
| 1942 | Kvinnohjärtan på villovägar          | Miss Ida Orner                     |                                              |
| 1942 | Are Husbands Necessary?              | Anna                               |                                              |
| 1942 | Meet the Stewarts                    | Geraldine Stewart                  |                                              |
| 1943 | Sången om Bernadette                 | Louise Soubirous                   | Nominerad — Oscar för bästa kvinnliga biroll |
| 1943 | Old Acquaintance                     | Belle Carter                       |                                              |
| 1943 | Shantytown                           | Mrs. Gorty                         |                                              |
| 1943 | The Meanest Man in the World         | Kitty Crockett, Clarks sekreterare |                                              |
| 1944 | Himmelrikets nycklar                 | Agnes Fiske                        |                                              |
| 1944 | Över alla hinder                     | Mrs. Brown                         | Oscar för bästa kvinnliga biroll             |
| 1944 | Sunday Dinner for a Soldier          | Agatha Butterfield                 |                                              |
| 1944 | Rainbow Island                       | Queen Okalana                      |                                              |
| 1944 | Standing Room Only                   | Major Harriet Cromwell             |                                              |
| 1944 | Gäckande skuggan tar hem spelet      | Galna Mary                         |                                              |
| 1945 | Fallen ängel                         | Clara Mills                        |                                              |
| 1945 | Don Juan Quilligan                   | Mrs. Cora Rostigaff                |                                              |
| 1946 | Fåfäng var min dröm                  | Abigail Wells                      |                                              |
| 1947 | Tyst överenskommelse                 | Mrs. Green                         | Nominerad — Oscar för bästa kvinnliga biroll |
| 1947 | Forever Amber                        | Moder Red Cap                      |                                              |
| 1947 | Kropp och själ                       | Anna Davis                         |                                              |
| 1947 | Carnival in Costa Rica               | Mama Elsa Molina                   |                                              |
| 1947 | The Shocking Miss Pilgrim            | Alice Pritchard                    |                                              |
| 1948 | Deep Waters                          | Mary McKay                         |                                              |
| 1948 | Scudda Hoo! Scudda Hay!              | Judith Dominy                      |                                              |
| 1948 | Den låsta dörren                     | Caroline Lamphere                  |                                              |
| 1949 | You're My Everything                 | Aunt Jane                          |                                              |
| 1951 | En plats i solen                     | Hannah Eastman                     |                                              |
| 1951 | The Great Missouri Raid              | Mrs. Samuels                       |                                              |
| 1970 | Macho Callahan                       | Crystal                            |                                              |
| 1970 | Tell Me That You Love Me, Junie Moon | Miss Farber                        |                                              |
| 1976 | Birch Interval                       | Mrs. Tanner                        |                                              |